# Jeanne Altmann
Jeanne Altmann   (Nova York, 1940) és professora emèrita, professora de ecologia i biologia evolutiva actualment a la Universitat de Princeton. És coneguda per la seva investigació sobre la conducta social dels babuïns, i les seves contribucions al primat contemporani Ecologia del comportament. És fundadora i codirectora del Projecte d'Investigació d'Amboseli Baboon. El seu article de 1974 sobre l'estudi observacional de la conducta és una pedra angular per als ecologistes i ha estat citat més de 10.000 vegades. És membre de l'Acadèmia Nacional de Ciències dels Estats Units.

## Biografia
Jeanne Altmann va començar la seva llicenciatura en UCLA com a estudiant de matemàtiques. Tanmateix, durant el seu segon any, es va transferir a MIT després de casar-se amb Stuart Altmann, qui era un estudiant graduat en la Universitat Harvard. Després ho va acompanyar a la Universitat d'Alberta, on va rebre el seu títol en matemàtica el 1962. Altmann després va assistir a la Universitat d'Emory per al seu M.A.T. en matemàtica i ensenyament, que va obtenir el 1970. Més tard, va començar la seva llicenciatura en biologia en la Universitat de Chicago. A través de la seva tesi, va decidir centrar-se en les interaccions socials i familiars dels babuins.
Fent servir la seva formació en matemàtiques, va ser empleada com a analista de dades en un laboratori que estudiava la infància humana. Va ser amb els seus antecedents en matemàtica que el seu document més conegut va ser escrit el 1974, el qual ha estat citat almenys 10.000 vegades fins l'1 de març de 2014.

## Carrera i investigació
Després de graduar-se a la Universitat d'Alberta, Altmann va començar a treballar com a investigadora de primats a la universitat; va romandre en aquest lloc fins a 1965. Mentre va ser en Emory, va investigar en el Yerkes National Primat, després es va mudar a la Universitat de Chicago per als seus estudis de doctorat i la major part de la seva carrera. Es va convertir en professora associada el 1985 i va ser ascendida a professora titular el 1989. També va comissionar les exposicions de primats al Zoològic de Brookfield als suburbis de Chicago. El 1998, Altmann es va traslladar a la Universitat de Princeton, on continua sent professora emèrita. De 2003 a 2008, va ser professora visitant de Fisiologia animal a la Universitat de Nairobi, i ha estat professora honorària de zoologia allà des de 1989.
És coneguda per la seva participació en la creació i desenvolupament del projecte de recerca Amboseli Baboon Research Project, que es va iniciar a 1963.
Va ser guardonada amb el Premi Sewall Wright el 2013 i amb el Lifetime Achievement Award de la Societat Primatològica Internacional el 2014. En la seva àrea d'estudi, el treball de camp d'Altmann empra mètodes de mostreig observacional més que experimental, i això li permet seguir la conducta dels babuïns al seu entorn natural. Utilitza principalment tècniques no invasives. L'ABRP també recull mostres fecals per a anàlisis genètiques, hormonals i intestinals de bacteris.
La recerca d'Altmann se centra específicament en l'ecologia de la conducta dels babuïns que es troben dintre i a prop de Parc Nacional d'Amboseli, Kenya. Amb col·laboradors com Susan Alberts, Elizabeth Archie i Jenny Tung, els interessos d'investigació d'Altmann han inclòs la demografia, la relació mare-fill, l'ecologia de la conducta i l'endocrinologia, l'evolució de la conducta social, l'envelliment, la selecció sexual, l'ecologia de la malaltia i la genòmica funcional. Va ser una de les primeres investigadores a estudiar les mares de primats, i els efectes dels gens en l'alletament i l'aparellament].

## Honors i premis
- Exemplar Award, Animal Behavior Society (1996)
- Fellow, Acadèmia Nacional de Ciències dels Estats Units (2003)
- Fellow, Associació de Zoos i Aquaris
- Fellow, Animal Behavior Society
- Fellow, Acadèmia Americana de les Arts i les Ciències
- Premi Sewall Wright (2013)
- Lifetime Achievement Award, International Primatological Society (2014)

## Publicacions
- Alberts, Susan C.; Altmann, Jeanne «Balancing costs and opportunities: dispersal in male baboons». American Naturalist, 145, 2, 1995, pàg. 279–306. DOI: 10.1086/285740.
- Altmann, Stuart A.; Altmann, Jeanne. Baboon ecology, 1973.
- Altmann, Jeanne. Baboon Mothers and Infants.  University of Chicago Press, 15 d'agost de 2001. ISBN 9780226016078 [Consulta: 24 febrer 2014].
- Altmann, Jeanne «Observational Study of Behavior: Sampling Methods». Behaviour (journal), 49, 3,4, 1974, pàg. 227–267. JSTOR: 4533591.
- Altmann, Jeanne; Altmann, Stuart A.; Hausfater, Glenn; McCuskey, Sue Ann «Life history of yellow baboons: physical development, reproductive parameters, and infant mortality». Primates, 18, 2, 1977, pàg. 315–330. DOI: 10.1007/bf02383111.
- Altmann, Jeanne; Alberts, Susan C.; Haines, Susan A.; Dubach, Jean; Muruthi, Philip; Coote, Trevor; Geffern, Eli «Behaviour predicts genes structure in a wild primate group». Proceedings of the National Academy of Sciences, 93, 12, 1996, pàg. 5797–5801. DOI: 10.1073/pnas.93.12.5797. PMC: 39141. PMID: 8650172.
- Silk, Joan B.; Alberts, Susan C.; Altmann, Jeanne «Social bonds of female baboons enhance infant survival». Science, 302, 5648, 2003, pàg. 1231–1234. DOI: 10.1126/science.1088580. PMID: 14615543.